# Frontière entre l'Algérie et le Mali
La frontière entre Mali et l'Algérie est la frontière internationale séparant l'Algérie et le Mali. Son tracé situé en plein Sahara est hérité du découpage de la colonisation française.
Le tracé a été définitivement entériné par la ratification côté algérien le 28 mai 1983 de la convention de bornage entre les deux pays, signée le 8 mai 1983 par les présidents Chadli Bendjedid et Moussa Traoré.

## Historique
Le premier tracé de la frontière entre l'Algérie et ses voisins du sud date du 7 avril 1905, il ne s'agissait pas d'un traité international à proprement dire mais une convention de délimitation des territoires français signée entre le Ministre des Colonies Étienne Clémentel (représentant l'Afrique-Occidentale française) et le Ministre de l'Intérieur, Eugène Étienne (représentant les départements français d'Algérie). La division administrative est effectuée à la suite de rapports des colonels Lapérinne et Ronget.
Les 30 et 31 janvier 1970, les présidents Houari Boumédiène et Moussa Traoré se sont rencontrés à Ouargla, afin de discuter du tracé de la frontière. Ils décident de mettre en place un comité de bornage mixte avec une rencontre le 20 février de la même année à Kidal afin de commencer le travail de démarcation.

## Tracé
La frontière algéro-malienne est matérialisée par 17 bornes le long de ses 1 329 km, entre les points géographiques 4° 16' 00" 0 Est  - 19° 08' 44" 0 Nord et 4° 50' 00" 0 Ouest - 25° 00' 00" 0 Nord.
Elle débute au tripoint frontalier entre l'Algérie, le Mali et le Niger pour suivre une ligne droite sur près de 100 km vers le sud-ouest jusqu'à l'oued Ain Akentarer. Elle remonte l'oued vers le nord-ouest à travers le massif de l'Adrar Amechkenchar puis remonte direction nord-est, jusqu'au croisement de l'oued Ain Akentarer et l'oued Tin Zaouaten.
La frontière poursuit sa montée en longeant le lit de l'oued Tin Zaouten par sa berge sud à travers l'Adrar In Eskak jusqu'au chef-lieu de la commune de Tin Zaoutine, puis jusqu'à la source de l'oued en traversant l'Adrar Iti N'Delki. Elle suit ensuite la ligne de partage des eaux dans la région de Timiaouine et remonte jusqu'au point 12 situé sur la piste de la RN6 à 30 km de Bordj Badji Mokhtar. Du point 12 au point 17, il suit une ligne quasi-rectiligne sur 750 km en traversant les dunes de sable, erg Eghbeb, erg Ait El Khaoua, El Mahia, Aoueker, Tayert El Kahla et l'erg Chech.